# Districtul Kukës

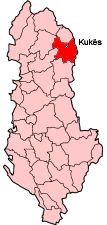
Districtul Kukës în Albania

Kukës este un district în Albania.
1. 1 2 3  GeoNames